# Osobno ime
Osobno ime u pravu, označava ono ime koje se koristi za označavanje i razlikovanje osoba, a sastoji se, prema sadašnjem hrvatskom zakonu od imena (prvog ili vlastitog) i prezimena (drugog ili obiteljskog imena). Imena se javljaju kad i prve organizirane društv. zajednice u kojima se počinju razlikovati pojedinci i individualnosti. Izvedena su ponajprije iz pojava opažajnog svijeta (Vuk, Grom i sl.), u zaštitnom značenju, ili s mogućom magijskom funkcijom prema željenim pojavama i otklanjanju neželjenih (Lijepa, Gruba, Slava i sl.).
U indoeuropskim jezicima česta su dvodijelna imena u kojima se prvotno povezuju značenja s jasnim etimologijama, ali se ona ubrzo gube u korist jedinstvenog lika osobnog imena, koji se zatim i skraćuje (Branimir: Branko, Vladimir: Vlado; germanski Adalbert: Bert i sl.). Vrlo su česte i stare “pomodne” posudbe jezično tuđih imena te razne kontaminacije (slavensko-germansko-romanske: Ljudevit, Ludvig, Ludovico; Vladislav, Ladislav; Vladimir, Valdemar; Helga, Olga). 
Pravno reguliranje osobnih imena započelo je još Tridentskim koncilom (1545. – 1563.), kada su sve župe morale voditi matice krštenih, vjenčanih i umrlih. Ovim zakonom morala su se uz sva imena, upisati i prezimena koja su postala stalna, nepromjenljiva i nasljedna. Prema akademiku Petru Šimunoviću, tridentskim koncilom, prezimena, koja karakteriziraju tri spomenuta obilježja, glavna su odlika kojim se "...razlikuju od osobnih imena", kako on piše u knjizi "Hrvatska prezimena". Ono što Šimunović naziva "osobno ime", i u stvari je ime individue, dok se prema hrvatskom zakonu osobno ime sastoji od imena i prezimena.
Svetačka imena potiskuju narodna tek od spomenutog Tridentskoga koncila, ali se npr. narodna imena hrvatskih knezova, ako su krunjeni za kralja, vrlo rano dopunjuju svetačkim: Mihajlo Krešimir, Stjepan Držislav i dr.
Osobnim imenima, proučavanjem njihovih značenja i podrijetla bavi se lingvistička grana onomastika. 
Osobna se imena pišu velikim početnim slovom. Ako ima više imena, svako ime počinje velikim slovom.

## Imena
- Brfxxccxxmnpcccclllmmnprxvclmnckssqlbb11116

## Vanjske poveznice
- Narodne novine 69/92. Zakon o osobnom imenu
- Stranica o hrvatskim osobnim imenima.
- Popis i značenje osobnih imena.